# Bourbach-le-Haut
Bourbach-le-Haut je občina v departmaju Haut-Rhin francoske regije Alzacija.
Leta 2009 je v občini živelo 421 oseb oz. 61 oseb/km².